# Festival A Corte dos Òrìsà

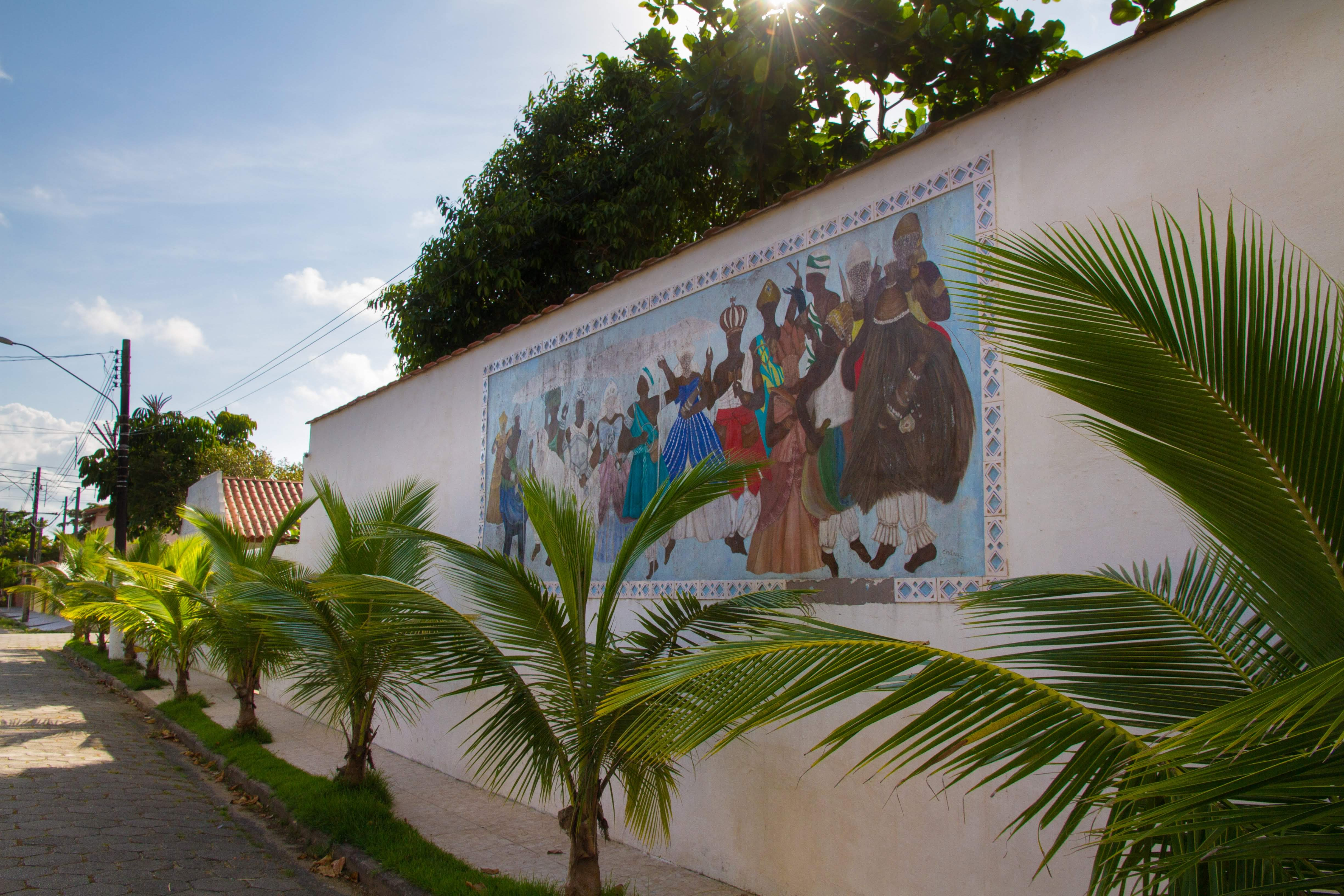
Imagem do painel artístico cuja inauguração ensejou o evento sociocultural homônimo.

O Festival "A Corte dos Òrìṣà" é um evento sociocultural que ocorre anualmente na cidade de Itanhaém, fundado por Pai Rivas em 2017 e realizado anualmente pela OICD com a direção e curadoria de Mãe Maria Elise Rivas. Com acesso público e gratuito, trata-se de evento calcado na cultura afro-brasileira, de proposta antirracista, para o reconhecimento e divulgação de manifestações e tradições culturais em prol de uma cultura de paz. O nome tem origem em um painel homônimo pintado nos muros da sub-sede da Ordem Iniciática do Cruzeiro Divino (OICD), em Itanhaém, e que representa a diversidade da cultura afro-brasileira calcada em imagens de divindades, orixás, do candomblé jeje-nagô. Em 2019, foi considerada a maior festa de rua da cultura afro da baixada. Em virtude da pandemia de Covid-19, nos anos de 2020 e 2021 o evento ocorreu no formato on-line com o mote da solidariedade para angariar recursos para ação cultural realizada pela instituição, tendo alcance nacional em vista da transmissão por live. Em 2022, o evento conta com aporte do Programa de Ação Cultural (ProAC), da Secretaria de Cultura e Economia Criativa do Estado de São Paulo.

### Shows e manifestações culturais constantes dos eventos
O evento contou com grandes nomes da música nacional, como João Bosco, MV BILL, Leci Brandão, Mariene de Castro, bem como trouxe visibilidades a grupos e tradições no âmbito da capoeira, jongo, fandango, forró pé de serra etc.

## Shows e apresentações com acesso público e gratuito
- Entrevista com o professor da USP, sociólogo e pesquisador das religiões afro-brasileiras Reginaldo Prandi. (Link)
- Roda de conversa com Mestre Cuta, da comunidade quilombola Quilombo do     Açude, X do Câmbio     Negro, rapper da velha escolha de hip-hop nacional, Pai Cassio de Ogum, presidente da Federação de Umbanda e Cultos Afro-Brasileiros de Diadema e Tatá Muiji, Kambondo Muxiki do Kupapa Unsaba e integrante do grupo de estudos Braulio Goffman. (Link)
- Show de Gê de Lima. (Link)
- Fandango do Ariri, da Família Pereira. (Link)
- Show de MV BILL. (Link)
- Show de João Bosco. (Link)